# Association Aéronautique et Astronautique de France

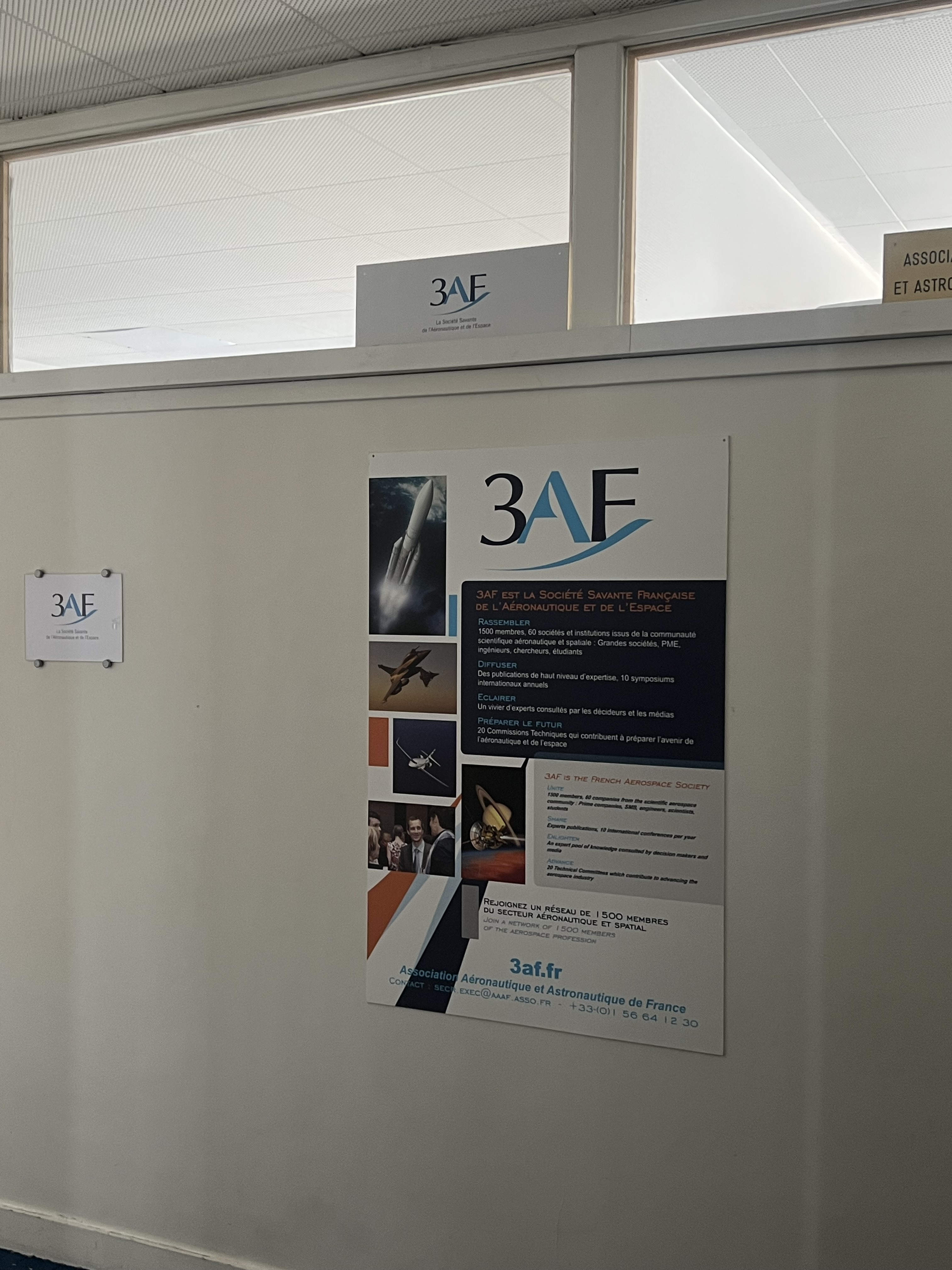
Büros der Association Aéronautique et Astronautique de France (AAAF) in Paris

Die Association Aéronautique et Astronautique de France (3AF) (deutsch: Luft- und Raumfahrtverband Frankreichs) ist eine weltweite Institution, die sich mit den vielseitigen Aspekten der Luft- und Raumfahrt beschäftigt mit Sitz in Paris. Sie wurde 1971 gegründet.
Universitäre Mitarbeiter, Hersteller von Produkten, Anbieter von Dienstleistungen und weitere professionelle Angehörige der globalen zivilen und militärischen Luft- und Raumfahrt sind in der 3AF vertreten. Der Hauptsitz der Organisation befindet sich in Paris.